# جوريل
جوريل (بالتركية: Çivril)‏ هي بلدة ومُديريَّة تقع في ولاية دنزلة بتركيا. تصل مساحتها إلى 1478.45 كم²، وترتفع عن سطح البحر حوالي 941 م.